# Trichoniscus chasmatophilus
Trichoniscus chasmatophilus är en kräftdjursart som beskrevs av Hans Strouhal 1937F. Trichoniscus chasmatophilus ingår i släktet Trichoniscus och familjen Trichoniscidae. Inga underarter finns listade i Catalogue of Life.